# Костел Матері Божої Ченстоховської (Білий Потік)
Косте́л Матері Божої Ченстоховської в Білому Потоці — культова споруда, парафіяльний римо-католицький храм у селі Білому Потоці Чортківського району Тернопільської области. Пам'ятка архітектури місцевого значення (охоронний номер 403).

## Історія

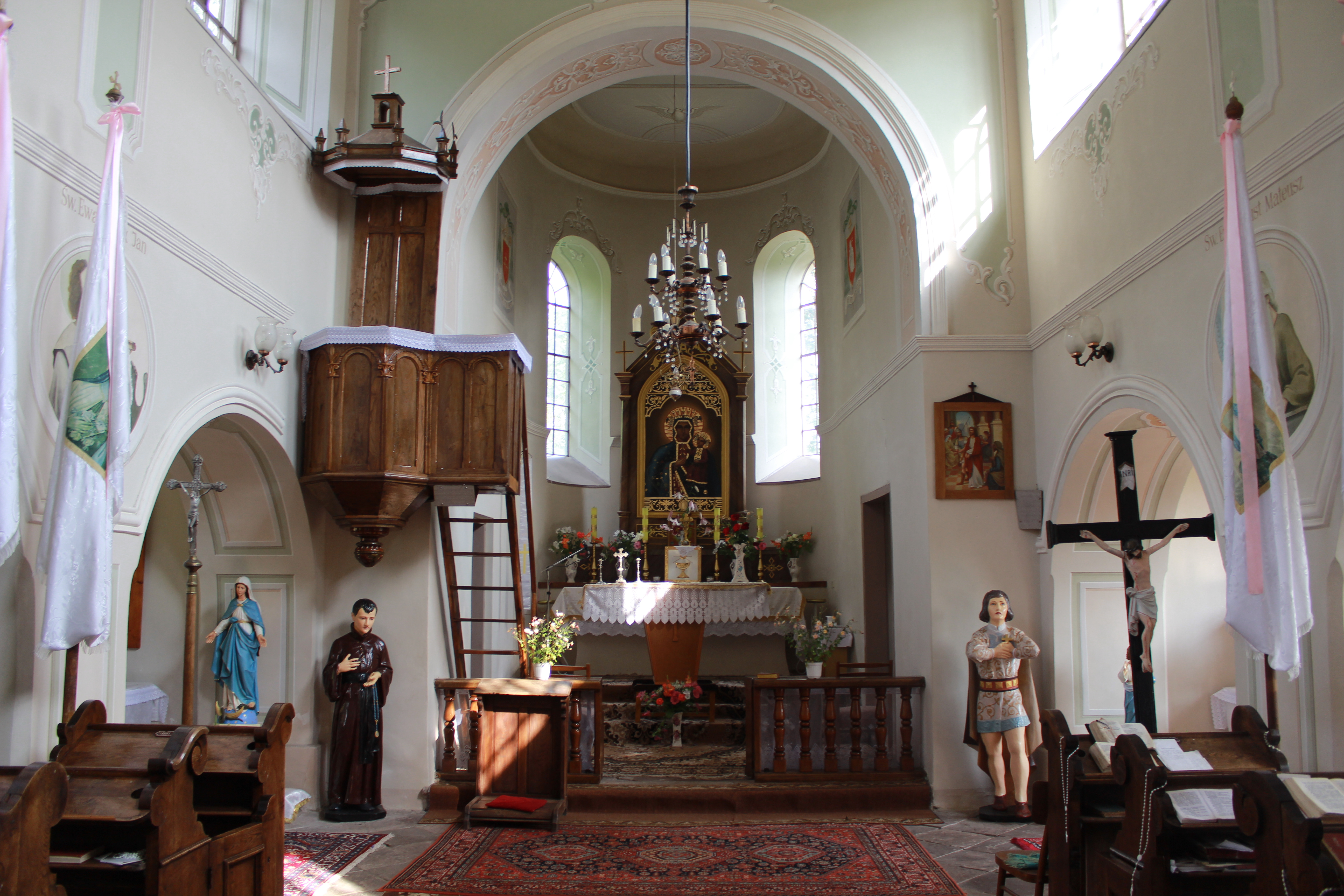
Інтер'єр костелу

У 1442—1564 роках вперше згадується село Білий Потік у документах. Громада римо-католиків належала до парафії с. Хом'яківки.
6 вересня 1927 року було закладено наріжний камінь під будівництво філіального костелу (землю пожертвували М. Флорків, гміна та школа; проєкт виконав архітектор Втужецький; каміння для будови з місцевої каменоломні пожертвувала гміна), а 25 серпня 1933 року новозбудований храм освятили. Кошти, яких не вистачало на завершення спорудження святині, надали Тернопільське воєводство та Львівська курія.
У 1958—1990 роках храм було закрито, а в ньому розміщене колгоспне зерносховище.
У 1997 році зроблено ремонт. Після ремонту єпископ Маркіян Трофим'як освятив (консекрував) костел.
Нині віряни римо-католики належать до парафії Небовзяття Пресвятої Діви Марії в Ридодубах, яку обслуговують дієцезіальні священники.